# شبيلي الوسطى
شبيلا الوسطى محافظة في جنوب شرق الصومال.

## أعلام
- شريف شيخ أحمد